# 阿拉伯联合酋长国国旗
阿拉伯聯合大公國國旗 是一面由紅 （在左）、綠、白、黑 （三者在右成橫條）四色組成的泛阿拉伯顏色旗幟。它由当时19岁的阿卜杜拉·穆罕默德·阿尔·马伊纳于1971年设计，并在赢得全国国旗设计大赛后于1971年12月2日正式采用。 国旗四色的主旨是象征着阿拉伯国家的主权与统一。

## 设计

旗帜构造图

法塔特是奥斯曼帝国的一个地下阿拉伯民族主义组织。其目标是获得独立并统一当时受奥斯曼帝国统治的各个阿拉伯地区。这面三色旗于1914年采用。绿色象征法蒂玛王朝，白色象征伍麦叶王朝，黑色象征阿拔斯王朝。叙利亚独立旗、阿联酋国旗的主体部分设计据称是来自于这面旗帜。

## 历史旗帜

### 古代

阿契美尼德王朝
萨珊王朝
倭马亚王朝
阿曼帝国

### 近代

1820年以前
1820年以前的国旗
卡尔巴酋长国国旗（沙迦和拉斯海玛）（1921–1952）
停战诸国理事会非官方旗帜(1968-1971年)

## 其他旗帜
- 阿联酋民船旗另一式， 比例1:2 (比例: 1:2)
- 阿联酋武装部队旗帜
- 阿联酋陆军旗帜
- 阿联酋空军旗帜
- 阿联酋海军旗帜
- 阿联酋总统旗帜
- 阿联酋总统旗帜(1973-2008年)
- 阿拉伯联合酋长国国旗另一式， 比例3:2
- 阿拉伯联合酋长国国旗；竖版旗帜，比例2:1

## 相似旗帜
- 青年阿拉伯协会，即法塔特；1911年－1916年
- 叙利亚国旗，基于叙利亚独立旗的3:2制式，2024年12月8日至今
- 叙利亚独立旗，1930年－1958年（第一共和国），1961年－1963年（第二共和国）
- 阿富汗伊斯兰国，1992年4月27日－1992年12月6日
- 阿富汗伊斯兰国，1992年4月27日－1992年12月6日
- 阿富汗伊斯兰国，1992年12月7日－1996年9月26日
- 阿富汗伊斯兰国，1992年12月7日－1996年9月26日
- 阿富汗伊斯兰国，2001年11月13日－2002年1月27日

1. ↑  Farooqui, Mazhar. . Khaleej Times. October 28, 2021  [November 22, 2023]. （原始内容存档于October 6, 2022）.
2. ↑  . Flagdom.   [2019-02-19]. （原始内容存档于2019-11-03）.